# آل معور (مودية)

تعديل مصدري - تعديل

آل معور هي إحدى قرى عزلة مودية بمديرية مودية التابعة لمحافظة أبين، بلغ تعداد سكانها 230 نسمة حسب تعداد اليمن لعام 2004.